# Exacum undulatum
Exacum undulatum är en gentianaväxtart som beskrevs av J. Klackenberg. Exacum undulatum ingår i släktet Exacum och familjen gentianaväxter. Inga underarter finns listade i Catalogue of Life.